# Tros
Tros (altgriechisch Τρώς Trṓs) ist in der griechischen Mythologie der Sohn des Erichthonios und der Astyoche. Tros war Enkel des Dardanos, er ist Ahnherr der Troer (Trojaner), von welchem das Volk seinen Namen erhielt und die Landschaft Troas genannt wurde.
Seine Gattin ist Kallirrhoë, Tochter des Skamandros (oder Akallaris, Tochter des Eumedes). Sie brachte drei Söhne Assarakos, Ganymed und Ilos sowie die Tochter Kleopatra zur Welt.
Ganymed wurde von Zeus in den Olymp entführt, da er der schönste der Sterblichen war. Tros erhielt als Ersatz von Hermes göttliche Rosse geschenkt, die so schnell waren, dass sie über Wasser rennen konnten – eine Ursprungssage zur Seemacht der Trojaner, die lange Zeit die Dardanellen beherrschten, die Durchfahrt aus der Ägäis ins Schwarze Meer.